# メソスフェア

1.地殻、2.マントル、3a.外核、3b.内核
4.リソスフェア、5.アセノスフェア。メソスフェアはマントルの下部。

メソスフェア（英: mesosphere）は、地球の内部の層の一つ。

## 概要
マントル下部の層を指す。力学的性質に基づく分類であり、アセノスフェアと外核との間に位置する。深度300kmから2900kmを指すが、場合によっては、アセノスフェアの下限を深度660kmにとる場合もあり、これ以深をメソスフェアと呼ぶこともある。アセノスフェアと化学組成は同じである。高温・高圧で高い剛性を持つ層であり、メソスフェアの上部に位置するアセノスフェアのような流動性の振る舞いはほとんどない。
温度分布の偏りやマントル物質の運動と関連付け、スーパープリューム、ホットスポット、スタグナントスラブの研究が行われている。詳しくはプルームテクトニクスを参照のこと。理論の元となる温度分布の観測手法には地震波トモグラフィーなどがある。
リソスフェアは岩圏もしくは岩石圏、アセノスフェアは岩流圏と呼ばれているが、メソスフェアに対応する共通の日本語は存在しない。